# Beautiful Creatures (2013)
Beautiful Creatures is een Amerikaanse romantische fantasyfilm uit 2013. De film werd uitgebracht op 14 februari 2013. De film is gebaseerd op het gelijknamige boek van Kami Garcia and Margaret Stohl, deel 1 van hun Caster Chronicles serie. 

## Verhaal
In een dorpje in het zuiden vindt Ethan  het maar saai worden, maar dan duikt de mysterieuze Lena op. Ze ontdekken duistere geheimen over hun families, hun geschiedenis en hun dorp. 

## Rolverdeling
| Acteur           | Personage                       | Opmerkingen |
| ---------------- | ------------------------------- | ----------- |
| Alden Ehrenreich | Ethan Lawson Wate               |             |
| Alice Englert    | Lena Duchannes                  |             |
| Jeremy Irons     | Macon Ravenwood                 |             |
| Viola Davis      | Amma                            |             |
| Emmy Rossum      | Ridley Duchannes                |             |
| Thomas Mann      | Wesley Jefferson "Link" Lincoln |             |
| Emma Thompson    | Mavis Lincoln/Sarafine          |             |
| Margo Martindale | Aunt Del                        |             |
| Eileen Atkins    | Emmaline Duchannes (Gramma)     |             |
| Zoey Deutch      | Emily Asher                     |             |
| Tiffany Boone    | Savannah Snow                   |             |
| Kyle Gallner     | Larkin Kent                     |             |
| Rachel Brosnahan | Genevieve Duchannes             |             |